# Choerades xanthothrix
Choerades xanthothrix là một loài ruồi trong họ Asilidae. Choerades xanthothrix được Hermann miêu tả năm 1914. Loài này phân bố ở vùng Cổ Bắc giới.